# Kreuzwand
Die Kreuzwand ist ein Gipfel in der Nördlichen Karwendelkette in Bayern bei Mittenwald. Die Kreuzwand ist durch die Viererscharte vom Grat der Karwendelköpfe getrennt. Wenig westlich befindet sich die ähnlich hohe Viererspitze.
Der Gipfel der Kreuzwand ist nur kletternd erreichbar, z. B. über die Viererscharte.